# Ostsee-Zeitung
Ostsee-Zeitung è un quotidiano tedesco fondato a Rostock nel 1952.
È distribuito principalmente nell'area dell'ex-distretto di Rostock della Germania Est.

## Storia
Fu fondato il 15 agosto 1952, nell'allora Repubblica Democratica Tedesca, ed era di proprietà del Partito Socialista Unificato di Germania (SED). La Lübecker Nachrichten GmbH acquistò l'Ostsee-Zeitung nel 1991. La Lübecker Nachrichten vendette subito il cinquanta per cento delle azioni alla Axel Springer AG. Nel 1990 l'Ostsee-Zeitung è stato acquisito dal gruppo Axel Springer che ne ha detenuto il controllo fino al 2008 quando le sue azioni sono state comprate dalla Lübecker Nachrichten GmbH, una filiale del gruppo Madsack.
Fino al febbraio 2009 le azioni dell'Ostsee-Zeitung erano detenute in parti uguali da Axel Springer AG e da Lübecker Nachrichten, di cui Axel Springer AG deteneva anche una quota del 49%. Nel febbraio 2009 Axel Springer AG ha trasferito la sua quota di Ostsee-Zeitung, che fino a quel momento aveva detenuto direttamente, a Lübecker Nachrichten GmbH e ha prontamente venduto la sua partecipazione in entrambi i giornali alla Verlagsgesellschaft Madsack, un gruppo editoriale con sede ad Hannover. Da allora, Madsack detiene una quota di maggioranza del 68,74% in ciascuno dei due quotidiani.

## Le redazioni
- Bad Doberan
- Greifswald
- Grevesmühlen
- Grimmen
- Ribnitz-Damgarten
- Rostock
- Rügen
- Stralsund
- Usedom-Peene
- Wismar